# 東北艾特金 (明尼蘇達州)
東北艾特金（英語：Norteast Aitkin）是位於美國明尼蘇達州艾特金縣的一個未組織地區。

## 地方資料
東北艾特金的面積為192.70平方千米，當中陸地面積為192.50平方千米，而水域面積為0.20平方千米。根據2020年美國人口普查的數據，當地共有人口6人，而人口密度為每平方千米0.03人。